# Académie d'Agen
L'Académie des Sciences, Lettres et Arts d'Agen (Lot-et-Garonne), dite Académie d'Agen ou Société Académique d'Agen, est une société savante. Elle est située no 9, boulevard de la République, à Agen.

## Historique
L'académie d'Agen a été fondée en 1776. Elle reconnue d'utilité publique en 1861 sous le nom de « Société d’Agriculture, Sciences, Lettres et Arts ».

## Publications

### Revue de l'Agenais
Les numéros de la Revue de l'Agenais publiés entre 1874 et 1999 sont disponibles sur Gallica, la bibliothèque numérique de la Bibliothèque nationale de France : Revue de l'Agenais

### Recueil des travaux de la Société d'agriculture, sciences et arts d'Agen
Des numéros de ces recueils de travaux faits par des membres de l'académie sont disponibles sur la base Gallica de la BnF : Recueil des travaux de la Société d'agriculture, sciences et arts d'Agen

### Autres publications de l'académie
L'Académie d'Agen a publié des travaux présentés au cours de colloques.

## Prix
L'Acédémie d'Agen attribue des prix chaque année : prix Tonnadre, prix Luxembourg et prix Lauzun-Bonnat.
Ils sont attribués à des chercheurs ou hommes de lettres lors de la séance solennelle annuelle tenue dans la salle des Illustres de l'hôtel de ville d'Agen.

## Musée de la Société académique d'Agen
Sur une proposition de Pierre Sylvain Dumon, la société crée son propre musée à partir de ses collections en 1836. Le musée est ouvert dans les locaux de la société en 1846. En 1863, faute de moyens de financiers, la société propose à la municipalité d'Agen de lui donner ses collections. La société a conservé le droit de proposer le conservateur du musée. Le musée des beaux-arts d'Agen est fondé en 1876 dans l'hôtel d'Estrades et l'hôtel de Vaurs.

## Secrétaires perpétuels depuis sa fondation
- 1776-1788 Abbé Pierre Paganel
- 1788-1791 Charles Marie de Lafont de Cujula
- An VI-1810 Jean-Gaspard-Jules de Godailh
- 1810-1831 Jean Florimond Boudon de Saint-Amans
- 1831-1857 Antoine Bartayrès
- 1857-1893 Adolphe Magen
- 1893-1895 Jules Andrieu
- 1895-1901 Georges Tholin
- 1901-1920 Philippe Lauzun
- 1920-1945 René Bonnat (mort en déportation)
- 1945-1963 Marcel Massip
- 1963-1970 Maurice Luxembourg
- 1970-1987 Abbé Jean Fonda

## Présidents
Le poste de secrétaire perpétuel a été supprimé par les statuts de 1987.
- 1987-2000 Georges de Sevin
- 2001-2007 André Mateu
- 2007-2020 Robert de Flaujac
- 2020 -... Bénédicte Bousquet

## Membre éminents
- Bernard-Germain de Lacépède
- Jean-Gérard Lacuée de Cessac
- Claude Lamouroux (1740-1820), père de Jean Vincent Félix Lamouroux
- Camille Pierre Alexis Paganel